# 에드워드 우드워드

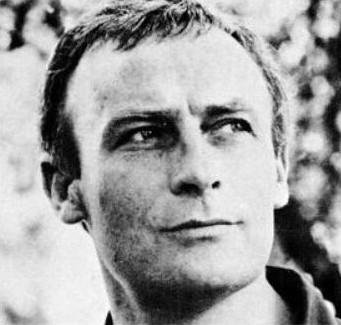

에드워드 우드워드(Edward Woodward, 본명: 에드워드 앨버트 아서 우드워드, Edward Albert Arthur Woodward, 1930년 6월 1일 – 2009년 11월 16일)는 잉글랜드의 배우이자 가수이다. 왕립연극학교를 졸업한 이후 무대 경력을 시작했다. 런던의 웨스트엔드 연극과 뉴욕의 브로드웨이 연극에 모두 출연했다.

## 무대
- 1955: Where There's a Will
- 1958: Romeo and Juliet
- 1958: Hamlet
- 1962: Rattle of a Simple Man
- 1964: High Spirits
- 1968: Two Cities
- 1969: Julius Caesar
- 1971: Cyrano de Bergerac
- 1971: The White Devil
- 1973: The Wolf
- 1975: Male of the Species
- 1976: On Approval
- 1978: The Dark Horse
- 1980: The Beggar's Opera (also as director)
- 1980: Private Lives
- 1982: The Assassin
- 1982: Richard III
- 1992: The Dead Secret

## 참여 작품

### 영화
- 베킷 (1964년 영화)
- 젊은 날의 처칠
- 위커맨 (1973년 영화)
- 파괴자 모랜트 (영화)
- SAS 특공대
- 다윗 대왕 (영화)
- 뜨거운 녀석들

### 텔레비전
- 맨하탄의 사나이
- 크루세이드 (드라마)
- 니키타 (1997년 드라마)
- 더 빌
- 이스트엔더스